# Cosmic Thing (Damian Ortega)
 (février 2022).
 (septembre 2024).
Si vous disposez d'ouvrages ou d'articles de référence ou si vous connaissez des sites web de qualité traitant du thème abordé ici, merci de compléter l'article en donnant les références utiles à sa vérifiabilité et en les liant à la section « Notes et références ».
Cosmic Thing (en français Chose cosmique) est une installation de l'artiste mexicain Damian Ortega. Il présente pour la première fois à la 50e Biennale de Venise en 2002,une Volkswagen Type 1 modèle 1989 démontée couleur grise, qui est suspendue par des câbles. Cette installation fait partie d’une trilogie composée de Beetle 83 (2002) et Moby Dick (2004). Cosmic Thing est aujourd'hui exposée au Museum of Contemporary Art de Los Angeles.

## Historique

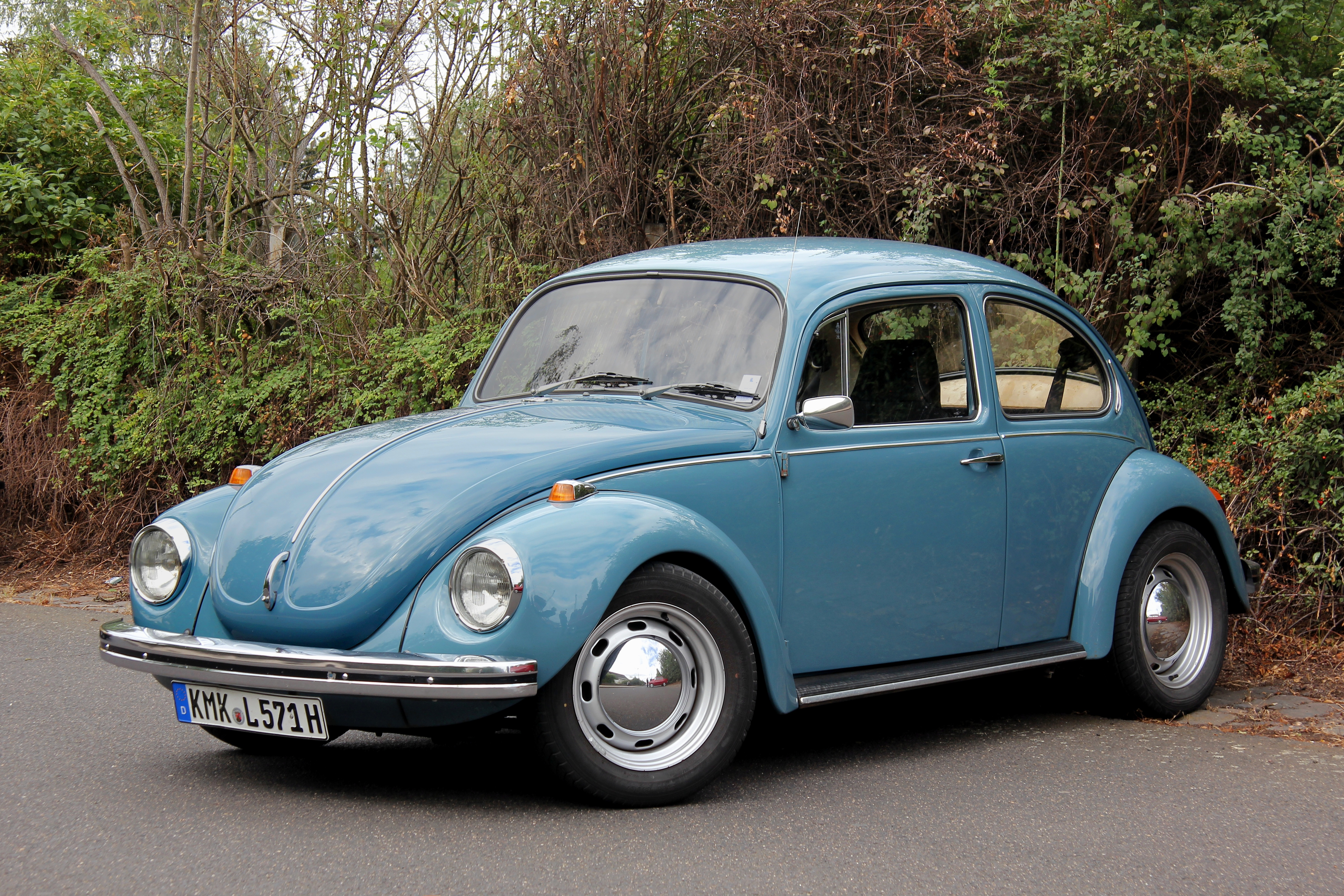
Une coccinelle

En 2003, Gabriel Orozco est le commissaire de la 50e Biennale de Venise. Il invite Damián Ortega, Daniel Guzmán, Abraham Cruzvillegas, Fernando Ortega, Jean-Luc Moulène et Jimmie Durham à créer des œuvres qui remplissent les conditions suivantes : ne pas présenter de photographies, de vidéos ou de dessins, ne rien accrocher aux murs et ne pas utiliser de piédestaux ou de vitrines.
Ortega choisit de démonter une Coccinelle (familièrement appelée volcho au Mexique), l’une des voitures les plus populaires du XXe siècle et du début du XXIe siècle. L’objectif de l’artiste était de montrer un objet de manière élargie, ainsi que la relation entre l’intérieur et l’extérieur d’une voiture. « Dans Cosmic Thing, il s’agit de la création d’un système en équilibre dans lequel tous les éléments ont une relation les uns avec les autres: une communication physique, mécanique et aussi conceptuelle, en tant que fonction générale.
Damian Ortega » Il est à noter que l’artiste a acheté la voiture dans un lot de véhicules d’occasion, et qu'elle a été démontée en quatre heures.

## Description et analyse
Cette installation représente une Coccinelle Volkswagen démantelée et suspendue au-dessus du sol : chaque pièce est isolée des autres mais positionnée tel qu’elle doit être assemblée. Il se dégage une impression surréaliste de mouvement. La voiture semble s’assembler, se construire et exister devant nos yeux.
L'œuvre est faite d'acier inoxydable, de câbles et de plexiglas. La couleur grise domine. L'œuvre change d'aspect en fonction de l'angle de vue : vue de face, elle forme une pyramide. Elle projette une ombre au sol. L'ensemble mesure 673,1 x 701 x 751,8 cm.
Le titre « chose cosmique » incite les spectateurs à réfléchir à la façon dont plusieurs petites pièces s’assemblent pour créer une seule chose, un peu comme les atomes pour la matière. Ortega fait d'une lourde automobile une œuvre légère et aérienne.

## Ruptures et continuités
La Coccinelle peut être observée sous tous les angles, comme un dessin technique du produit dans une notice. Elle offre un regard neuf sur cet objet du quotidien et cette icône de la culture contemporaine.
L'œuvre de Damian Ortega est à rapprocher avec les compressions de Cesar : mais alors que ce dernier cherchait à comprimer des automobiles, Ortega choisit au contraire de l'éclater. Cet acte de compression se veut un défi à la société de consommation et rapproche César des Nouveaux réalistes. D'autres artistes ont cherché à faire des objets de la vie courante des œuvres d'art : les ready-made de Marcel Duchamp. Un ready-made, dans l'histoire de l'art, se réfère à une expérience spécifique initiée par Marcel Duchamp où un artiste s'approprie un objet manufacturé tel quel, en le privant de sa fonction utilitaire. Il lui ajoute un titre, une date, éventuellement une inscription et opère sur lui une manipulation en général sommaire (ready-made assisté : retournement, suspension, fixation au sol ou au mur, etc.), avant de le présenter dans un lieu culturel où le statut d'œuvre d'art lui est alors conféré.
La coccinelle est une voiture qui apparait dans de nombreuses œuvres : en 1968, les studios Walt Disney ont sorti un film dont le personnage principal est une Coccinelle particulièrement performante : Un amour de Coccinelle. La Volkswagen Beetle 1968, modèle 1500 de couleur blanc lotus, photographiée à Londres le 8 août 1969 et qui se trouve à gauche sur la pochette du disque Abbey Road du groupe britannique The Beatles est aujourd'hui exposée au Stiftung AutoMuseum (de) à Wolfsburg en Allemagne. Dans la série The Transformers de 1984, un Transformer nommé Bumblebee se transforme en un Coccinelle de 1973.